# Erik Ringmar
Erik Ivar Ringmar, född 10 december 1960 i Luleå, uppvuxen i Sundsvall, är en svensk statsvetare och professor vid statsvetenskapliga institutionen vid Ibn Haldun-universitet i Istanbul, Turkiet.

## Biografi
Ringmar har en filosofie kandidatexamen i statsvetenskap och japanska från Stockholms och Uppsala universitet 1985, en Master of Arts från Yale University 1988, en Master of Philosophy från samma universitet 1989, en Doctor of Philosophy från Yale 1993 samt en filosofie doktorsexamen från Uppsala universitet 1997.
Under tiden 1995 till 2007 arbetade han som senior lecturer i statsvetenskap vid London School of Economics (LSE), och 2007–2010 som professor vid National Chiao Tung University (NCTU) i  Hsinchu i Taiwan. Mellan 2011 och 2013 var Ringmar Zhiyuan Chair professor i internationell politik vid Shanghai Jiao Tong-universitetet i  Shanghai i Kina. Ringmar har även varit gästprofessor vid Chulalongkornuniversitetet i Bangkok i Thailand 2001–2002 och vid Högskolan Dalarna 2002, Malmö och Sundsvall. Han är en Fulbright-stipendiat och Faculty Fellow vid Institutet for kulturell sociologi vid Yale University.
Ringmar har skrivit akademiska arbeten inom historia, internationell politik, ekonomisk historia och sociologi.  Hans avhandling, Identity, Interest & Action, behandlade Sveriges inträde i Trettioåriga kriget, och gavs ut av Cambridge University Press. Senare böcker har jämfört den ekonomiska utvecklingen i Europa och Asien, och diskuterat de sociala konsekvenserna av ekonomiska marknader.  Ringmars bok Liberal Barbarism behandlar Europas imperialism i Kina under 1800-talet. Hans senaste bok, Befria universiteten!, diskuterar behovet av universitet som är fristående från statlig påverkan.